# Eupelmus microzonus
Eupelmus microzonus is een vliesvleugelig insect uit de familie Eupelmidae. De wetenschappelijke naam is voor het eerst geldig gepubliceerd in 1860 door Förster.